# Mónica Fernández Roldán
Mónica Fernández Roldán (Granada, 1975) es una fotógrafa de Granada formada en la facultad de Bellas Artes de su ciudad. Su primer reconocimiento le vino en los premios Alonso Cano de la Universidad de Granada en 2008. Con su pieza galardonada,  "Desnudo", la artista afrontaba su propia desnudez cubierta de mallas protectoras de edificios.

## Trayectoria
Desde el año 2008, el trabajo de Mónica Fernández Roldán ha girado en torno a la sensualidad femenina, especializándose en la exposición de vaginas por encima de otras partes del cuerpo como forma de mostrar la esencia de la femineidad con naturalidad.

Su consolidación llegó con la exposición “¿Por qué no?”.  La muestra, organizada en el  Espacio Artístico Arrabal & Cía, estaba integrada  por imágenes íntimas del cuerpo femenino cuyo tema obedecía a la pregunta planteada por la artista en torno a ciertos tabúes:
"¿Por qué no se pueden enseñar fotos de sexo femenino sin que la gente se escandalice o revolucione?"
En la actualidad, forma parte del equipo de fotógrafos de la revista "Márgenes Arquitectura".